# Erlweinputz
Erlweinputz ist ein Rauputz. Namensgeber dieser regionalen Putzart ist sein Entwickler, der Dresdner Leiter des Stadtbauamts Hans Erlwein (1872–1914).
Erlweinputz ist ein Ziehputz, der über Lehren gezogen wird und dessen charakteristische Putzstruktur beim Abrichten der Oberfläche durch das Mitschleppen der im Zuschlagstoff enthaltenen gröberen Kornbestandteile entsteht.